# Сайталаа
Сайталаа (кирг. Сай-Талаа) — село в Кара-Кульджинском районе Ошской области Кыргызстана. Входит в состав Алайкууского айылного аймака.

## География
Село расположено в северо-восточной части области, на левом берегу реки Алайку, на расстоянии приблизительно 66 километров (по прямой) к юго-востоку от села Кара-Кульджа, административного центра района.

## Население
Согласно оценочным данным Национального статистического комитета Кыргызской Республики, численность населения села на начало 2023 года составляла 454 человека.
| год     | 2009 | 2014 | 2015 | 2020 | 2021 | 2023 |
| ------- | ---- | ---- | ---- | ---- | ---- | ---- |
| человек | 379  | 412  | 417  | 440  | 446  | 454  |